# Peru (Nebraska)
Pour les articles homonymes, voir Peru.
La ville de Peru est située dans le comté de Nemaha, dans l’État de Nebraska, aux États-Unis. Lors du recensement de 2010, sa population s’élevait à 865 habitants.

## Source
- (en) Cet article est partiellement ou en totalité issu de l’article de Wikipédia en anglais intitulé « Peru, Nebraska » (voir la liste des auteurs).